# Marcos Chuva
Marcos Chuva (ur. 8 sierpnia 1989) – portugalski lekkoatleta specjalizujący się w skoku w dal.
W 2008 był dwunasty na mistrzostwach świata juniorów, a rok później udział w czempionacie Europy dla zawodników do lat 23 zakończył na ósmej lokacie. Piąty zawodnik mistrzostw ibero-amerykańskich w 2010. Zdobył srebro kolejnej edycji europejskich mistrzostw do lat 23 w 2011. Medalista mistrzostw kraju oraz reprezentant Portugalii w drużynowych mistrzostwach Europy.
Rekordy życiowe: stadion – 8,34 (9 sierpnia 2011, Tallinn); hala – 8,00 (18 lutego 2012, Espinho).

## Osiągnięcia
| Rok  | Impreza                                 | Miejsce        | Lokata            | Wynik |
| ---- | --------------------------------------- | -------------- | ----------------- | ----- |
| 2008 | Mistrzostwa świata juniorów             | Bydgoszcz      | 12. miejsce       | 6,73  |
| 2009 | Igrzyska luzofonii                      | Lizbona        | 2. miejsce        | 8,09w |
| 2009 | Młodzieżowe mistrzostwa Europy          | Kowno          | 8. miejsce        | 7,67  |
| 2010 | Mistrzostwa ibero-amerykańskie          | San Fernando   | 5. miejsce        | 7,58  |
| 2010 | I liga drużynowych mistrzostw Europy    | Budapeszt      | 2. miejsce        | 7,96  |
| 2011 | Superliga drużynowych mistrzostw Europy | Sztokholm      | 7. miejsce        | 7,90  |
| 2011 | Młodzieżowe mistrzostwa Europy          | Ostrawa        | 2. miejsce        | 7,94  |
| 2011 | Mistrzostwa świata                      | Taegu          | 10. miejsce       | 8,05  |
| 2012 | Mistrzostwa Europy                      | Helsinki       | 7. miejsce        | 7,92  |
| 2012 | Igrzyska olimpijskie                    | Londyn         | el. – 28. miejsce | 7,55  |
| 2013 | I liga drużynowych mistrzostw Europy    | Dublin         | 4. miejsce        | 7,74w |
| 2013 | Uniwersjada                             | Kazań          | 3. miejsce        | 8,15  |
| 2013 | Mistrzostwa świata                      | Moskwa         | el. – 16. miejsce | 7,82  |
| 2016 | Mistrzostwa ibero-amerykańskie          | Rio de Janeiro | 4. miejsce        | 7,64  |
| 2017 | Halowe mistrzostwa Europy               | Belgrad        | el. –             | NM    |